# 乌尔蒂莫
乌尔蒂莫（義大利語：Ultimo），是意大利波尔扎诺自治省的一个市镇。总面积208平方公里，人口2928人，人口密度14.1人/平方公里（2009年）。ISTAT代码为021104。